# Szermierka na Letnich Igrzyskach Olimpijskich 1972
Szermierka na Letnich Igrzyskach Olimpijskich 1972 w Monachium rozgrywana była w dniach 29 sierpnia – 9 września 1972 roku. Zawody odbywały się w hali Fechthalle 1.

## Klasyfikacja medalowa
| Lp. | Państwo    | złoto | srebro | brąz | Razem |
| --- | ---------- | ----- | ------ | ---- | ----- |
| 1   | Węgry      | 2     | 4      | 2    | 8     |
| 2   | ZSRR       | 2     | 2      | 3    | 7     |
| 3   | Włochy     | 2     | 0      | 0    | 2     |
| 3   | Polska     | 2     | 0      | 0    | 2     |
| 5   | Francja    | 0     | 1      | 2    | 3     |
| 6   | Szwajcaria | 0     | 1      | 0    | 1     |
| 7   | Rumunia    | 0     | 0      | 1    | 1     |

## Medaliści

### Mężczyźni
| Złoto                                                                                                 | Srebro                                                                                            | Brąz                                                                                             |
| Floret                                                                                                |                                                                                                   |                                                                                                  |
| Witold Woyda                                                                                          | Jenő Kamuti                                                                                       | Christian Noël                                                                                   |
| Polska Marek Dąbrowski · Jerzy Kaczmarek · Lech Koziejowski · Witold Woyda · Arkadiusz Godel          | ZSRR Władimir Dienisow · Anatolij Kotieszew · Leonid Romanow · Wasyl Stankowycz · Wiktor Putiatin | Francja Jean-Claude Magnan · Christian Noël · Daniel Revenu · Bernard Talvard · Gilles Berolatti |
| Szpada                                                                                                |                                                                                                   |                                                                                                  |
| Csaba Fenyvesi                                                                                        | Jacques Ladègaillerie                                                                             | Győző Kulcsár                                                                                    |
| Węgry Sándor Erdős · Csaba Fenyvesi · Győző Kulcsár · Pál Schmitt · István Osztrics                   | Szwajcaria Guy Evéquoz · Daniel Giger · Christian Kauter · Peter Lötscher · François Suchanecki   | ZSRR Wiktor Modzolewski · Siergiej Paramonow · Igor Waletow · Gieorgij Zażycki · Hryhorij Kriss  |
| Szabla                                                                                                |                                                                                                   |                                                                                                  |
| Wiktor Sidiak                                                                                         | Péter Marót                                                                                       | Władimir Nazłymow                                                                                |
| Włochy Michele Maffei · Mario Aldo Montano · Mario Tullio Montano · Rolando Rigoli · Cesare Salvadori | ZSRR Wiktor Bażenow · Władimir Nazłymow · Wiktor Sidiak · Eduard Winokurow · Mark Rakita          | Węgry Pál Gerevich · Tamás Kovács · Péter Marót · Tibor Pézsa · Péter Bakonyi                    |

### Kobiety
| Złoto                                                                                                   | Srebro | Brąz                                                                   |
| Floret                                                                                                  | |                                                                        |
| Antonella Ragno-Lonzi                                                                                   | Ildikó Bóbis | Galina Gorochowa                                                       |
| ZSRR Jelena Biełowa · Galina Gorochowa · Aleksandra Zabielina · Swietłana Czirkowa · Tatjana Samusienko | Węgry Ildikó Rejtő-Sági · Ildikó Farkasinszky-Bóbis · Ildikó Schwarczenberger-Tordasi · Mária Szolnoki · Ildikó Rónay-Matuscsák | Rumunia Ecaterina Stahl · Ileana Gyulai · Olga Szabó-Orbán · Ana Pascu |

## Uczestnicy
W zawodach wzięło udział 298 szermierzy z 37 krajów:

- Argentyna (5)
- Australia (4)
- Austria (13)
- Belgia (1)
- Bułgaria (5)
- Czechosłowacja (2)
- Dania (6)
- Finlandia (1)
- Francja (19)
- Grecja (3)
- Holandia (1)
- Hongkong (2)
- Iran (2)
- Irlandia (1)
- Izrael (2)
- Japonia (5)
- Kanada (6)
- Kuba (15)
- Liban (4)
- Luksemburg (5)
- Meksyk (6)
- Monako (1)
- Norwegia (5)
- NRD (5)
- Peru (1)
- Polska (20)
- Portoryko (2)
- RFN (19)
- Rumunia (19)
- Stany Zjednoczone (19)
- Szwajcaria (12)
- Szwecja (6)
- Turcja (4)
- Węgry (19)
- Wielka Brytania (19)
- Włochy (19)
- ZSRR (20)